# 戈梅拉岛
戈梅拉岛（西班牙語：La Gomera），是西班牙加那利群岛中的一个岛屿。该岛面积约370平方公里，为该群岛七个大岛中第二小岛。该岛隶属于圣克鲁斯-德特内里费省，分为6个市镇。首府为戈梅拉岛圣塞瓦斯蒂安。总人口20,721（2014年）。该岛为火山岛，地势崎岖，最高点为加拉霍奈（Garajonay），海拔1487米。
|              |              |
| 戈梅拉岛旗帜 | 戈梅拉岛徽章 |

## 生态环境
戈梅拉岛是火山岛，大致呈圆形，直径约为22公里。它的形状有点像把橙子横着切成一半后再把囊瓢分开之后的形状，囊瓢之间有深的峡谷。在山坡的顶部覆盖着照叶林（温带雨林），每年的降水量多至1270毫米（50英寸）。
这些森林密布的山顶几乎终年被云雾环绕，形成茂密多样的植被。这里是在1986年登入联合国教科文组织世界遗产名单上的加拉霍奈国家公园。
岛中部的山峦吸收信风中的湿气而形成凉爽的丛林气候，而于此相反的是岛四周海平面上的悬崖因太阳照射而产生的暖和气候。因此在岛上能找到在这两个极端中间的各种过度的小气候。几个世纪以来岛上的居民就利用渠道把径流水引至低部来灌溉葡萄园、果园和香蕉园。

## 自然象征物
戈梅拉岛官方的自然象征物（岛鸟和岛树）是Columba junoniae（鸠鸽科的一种）和Persea indica（鳄梨属的一种）。

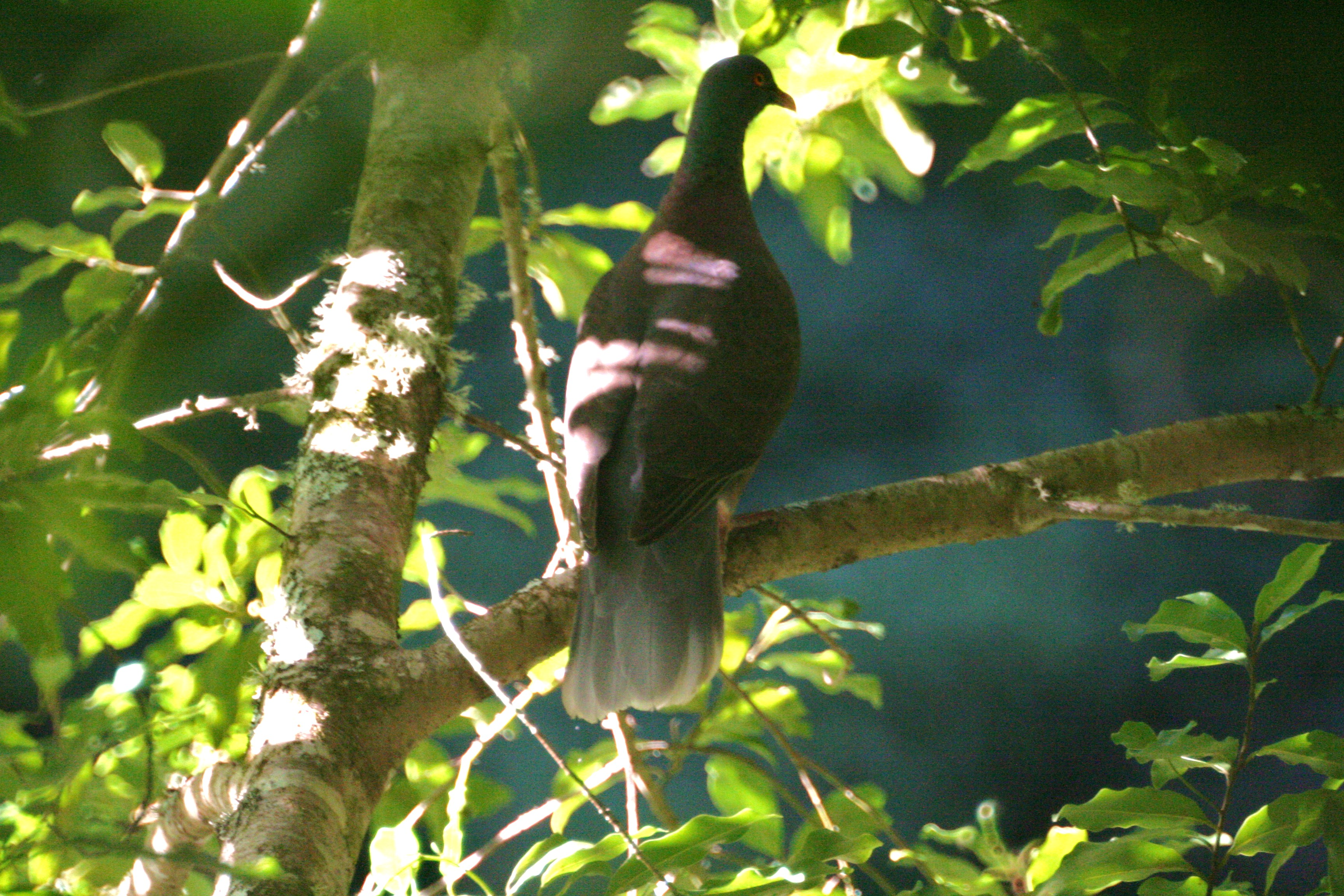
Columba junoniae（鸠鸽科）
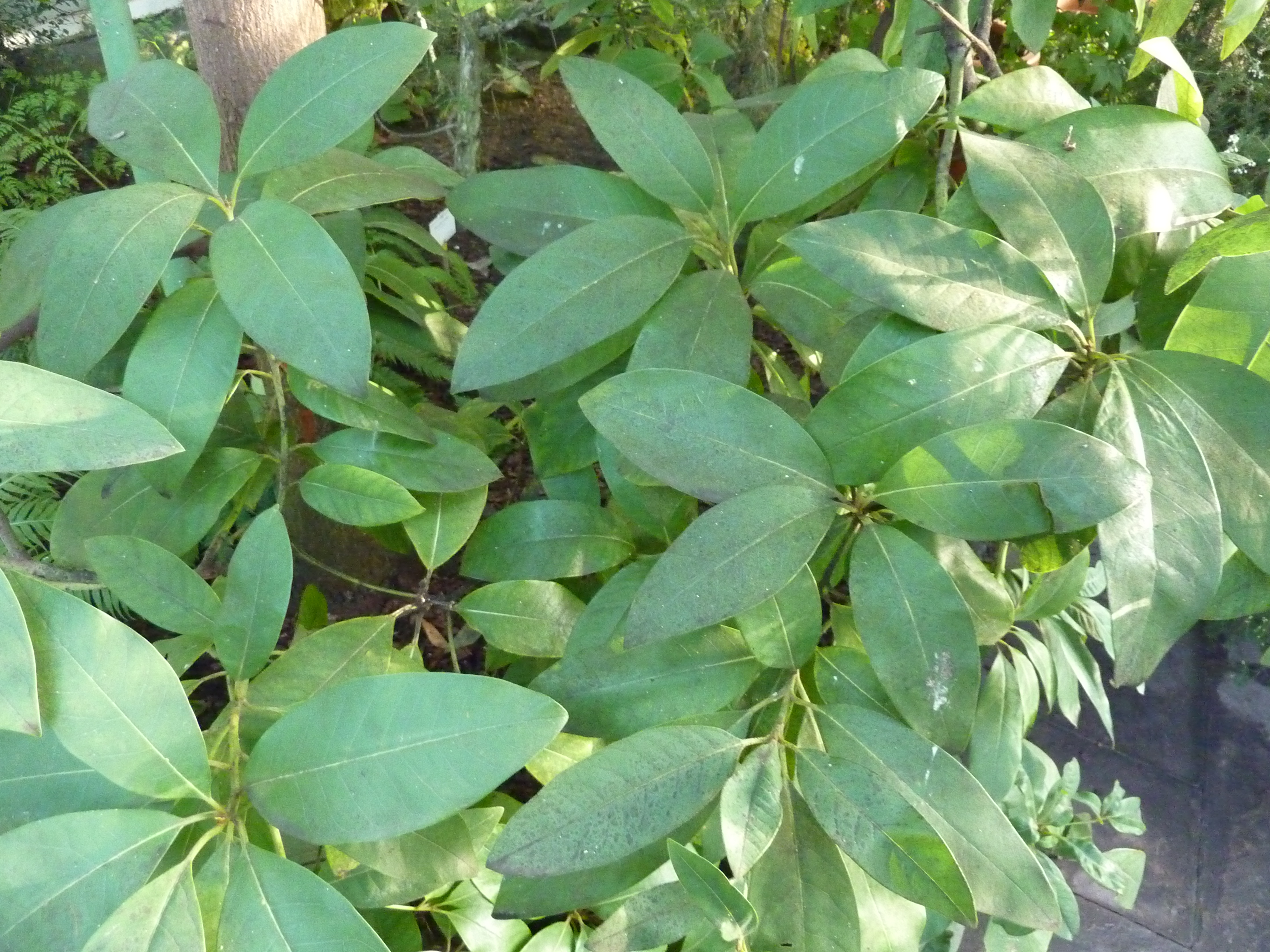
Persea indica（鳄梨属）

## 口哨语
岛上的居民保存着一种古老的口哨语，利用这个口哨语能把信息沿着深深的山谷传至几公里远。这种口哨语最初是当地的土著关切人发明的，后来被16世纪前来的西班牙定居者采用。后来当关切人完全被同化后口哨语还是得以幸存下来。

## 行政区划
戈梅拉岛在行政上属于加那利自治区的圣克鲁斯-德特内里费省，共分为6个市镇：阿古洛、阿拉赫罗、戈梅拉岛圣塞瓦斯蒂安、埃尔米瓜、巴耶格兰雷伊和巴列埃尔莫索。岛首府为戈梅拉岛圣塞瓦斯蒂安。

## 图集

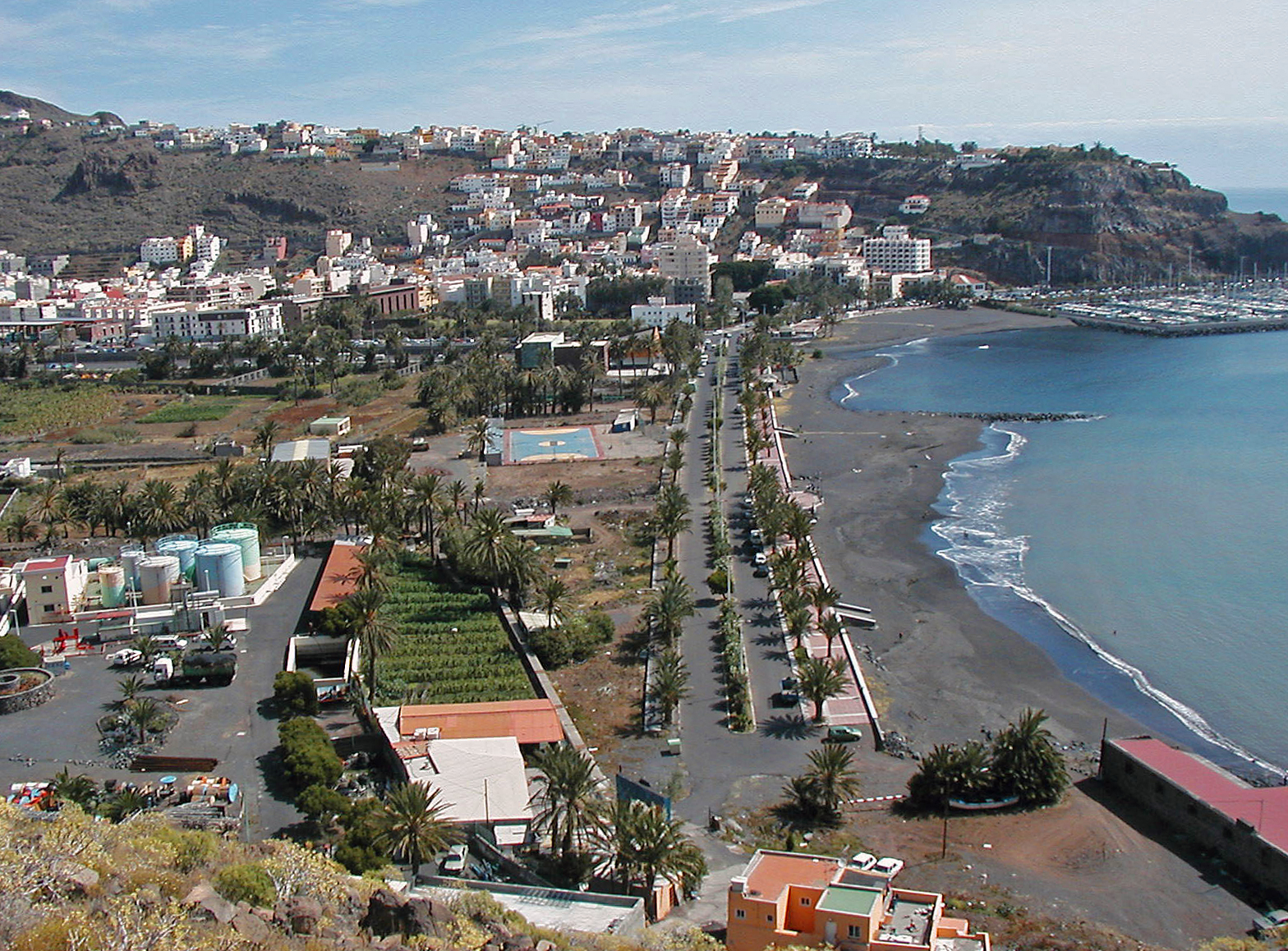
戈梅拉岛圣塞瓦斯蒂安市容
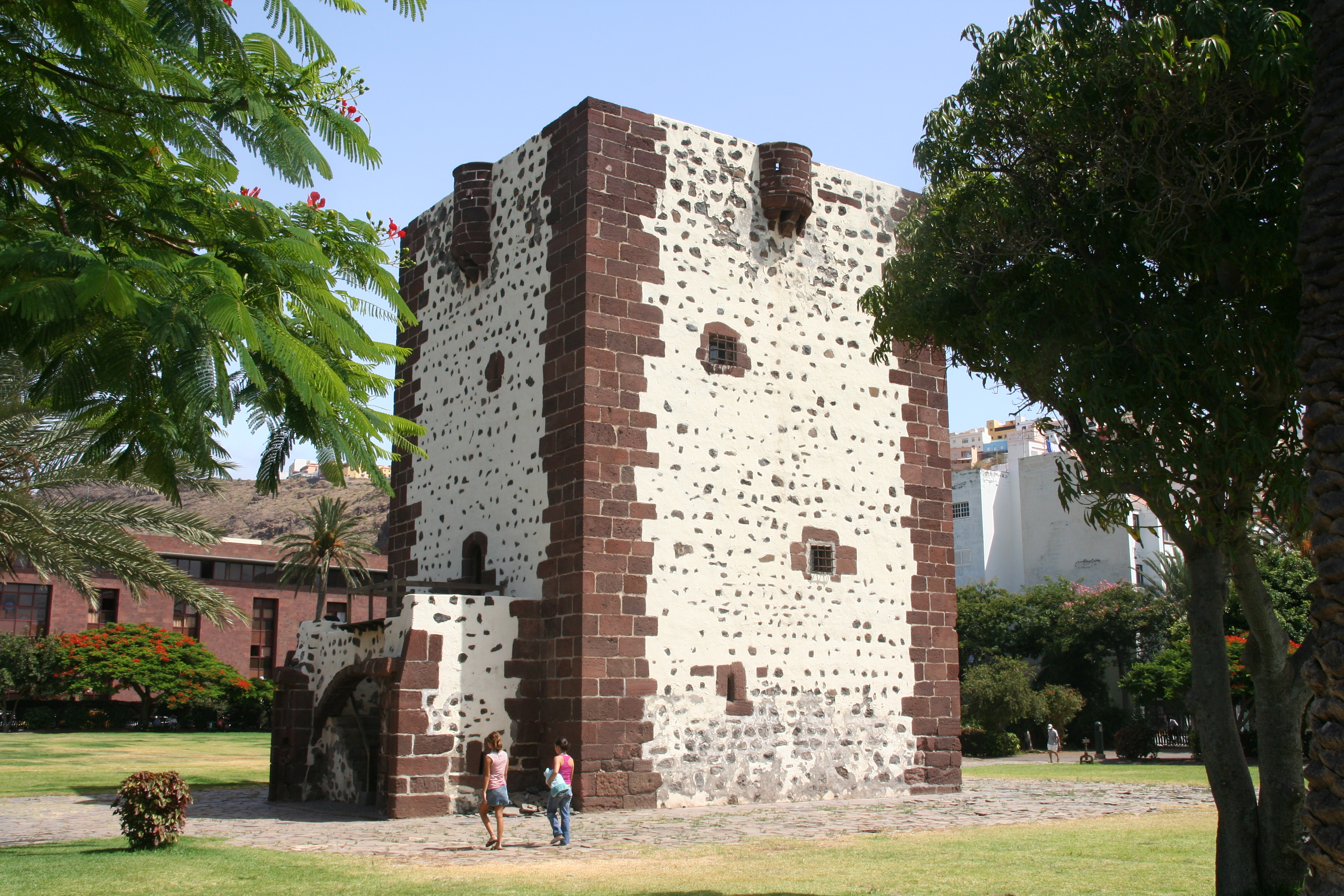
孔德塔（Torre del Conde）
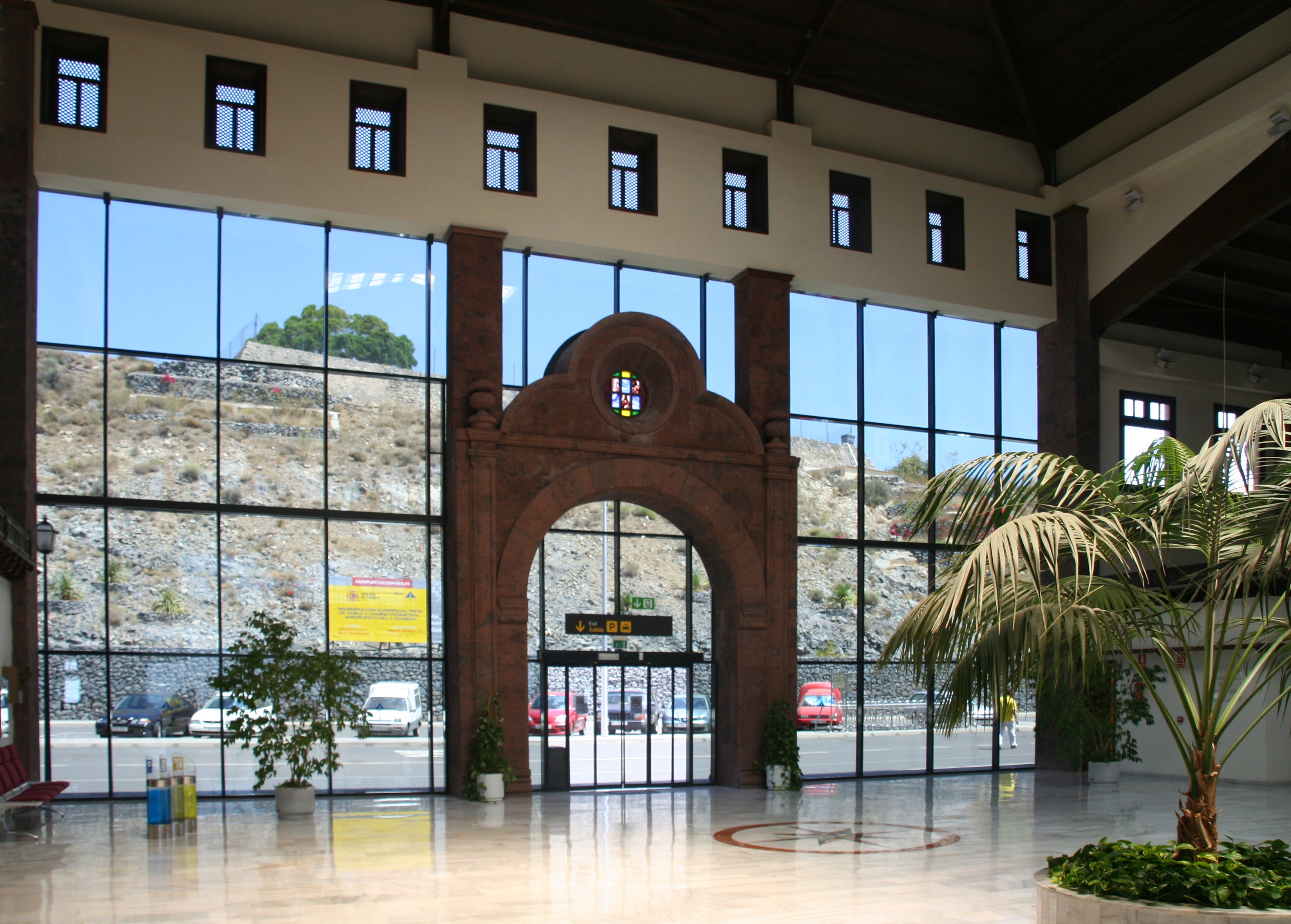
戈梅拉机场
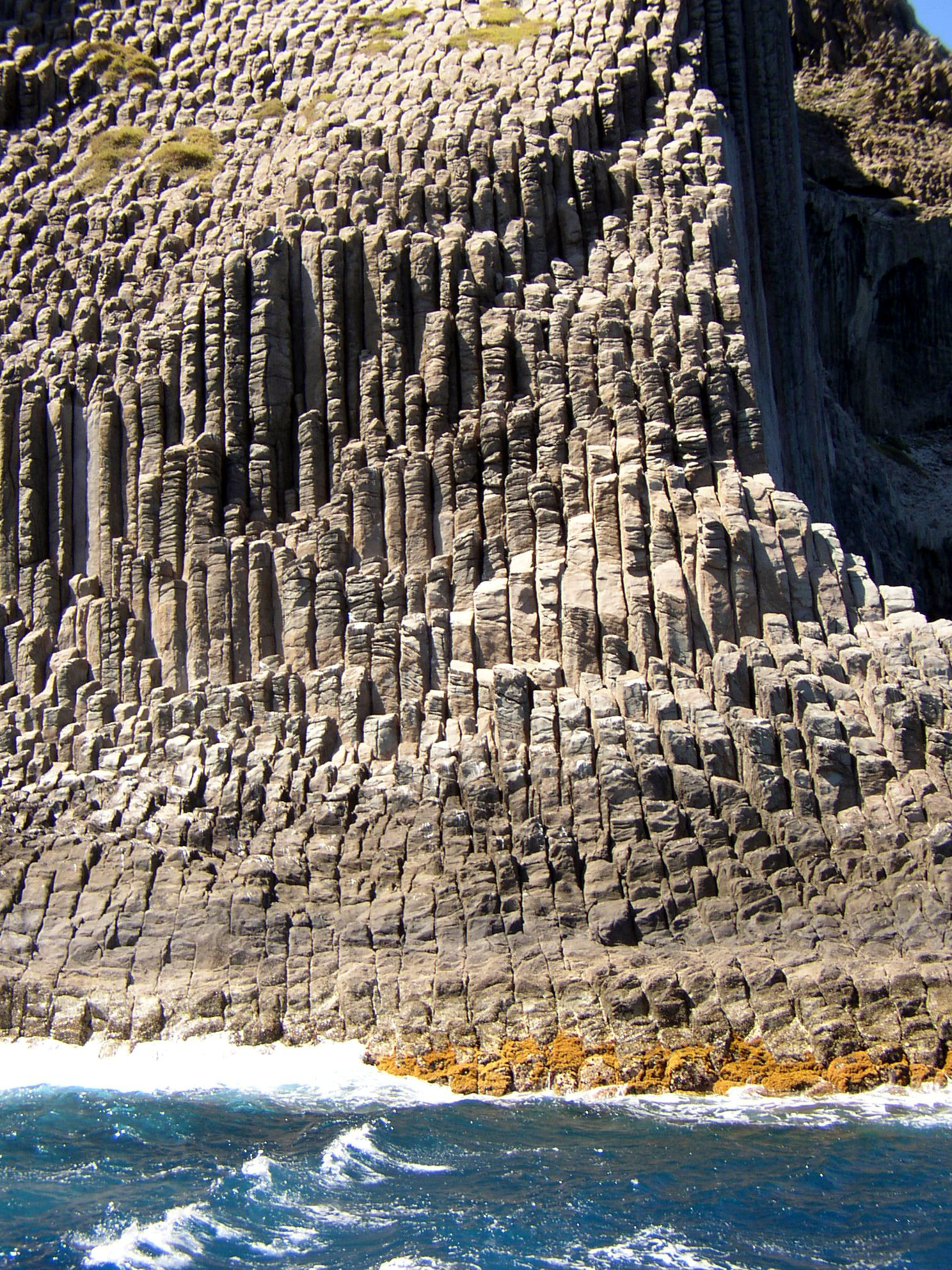
六方柱状的火山岩
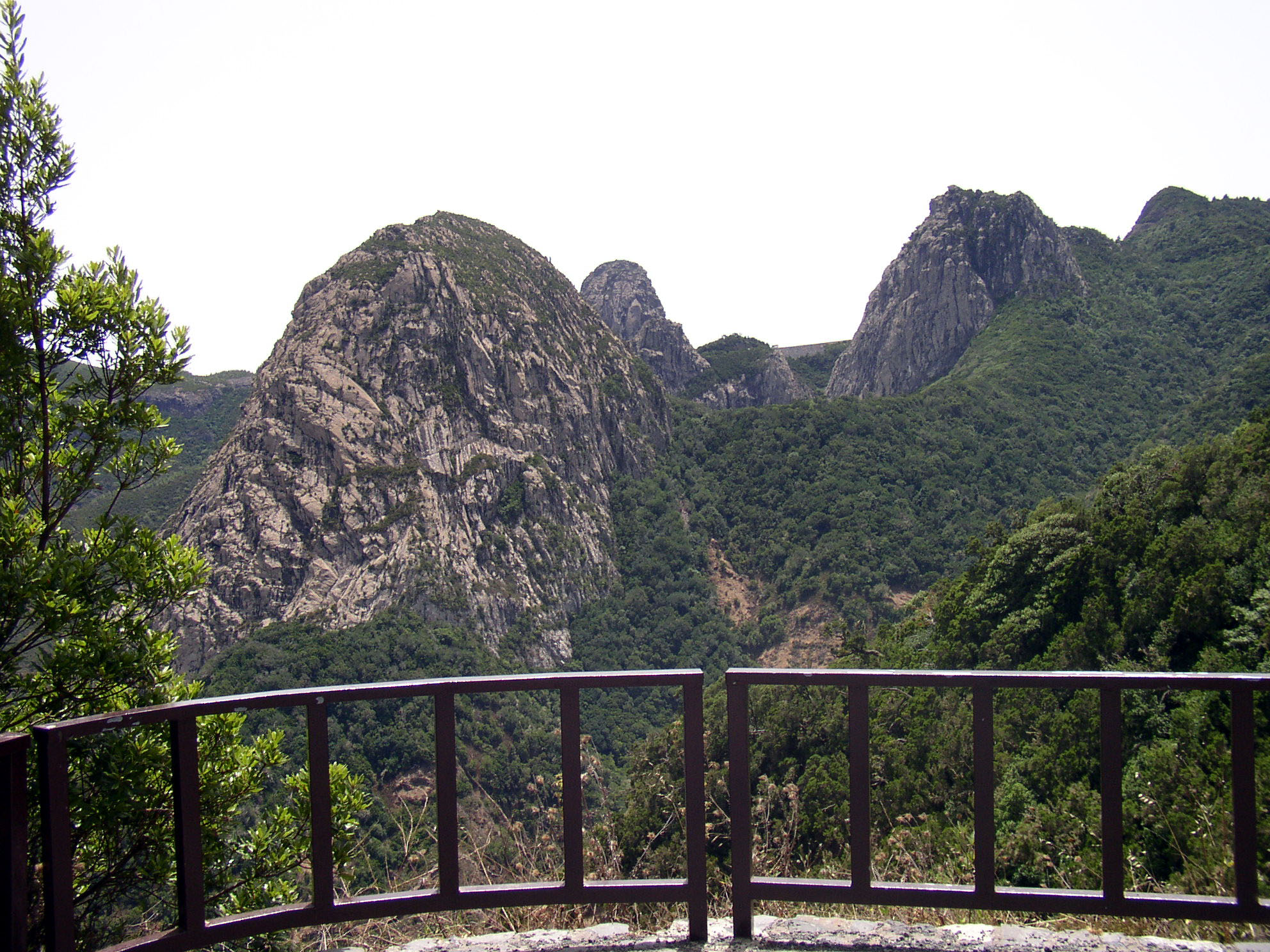
戈梅拉岛中心的山峰